# استئصال المثانة
استئصال المثانة هو مصطلح طبي يعبّر عن إزالة كامل المثانة أو أجزاء منها جراحيًا. قد يُستخدَم أيضًا بشكل نادر ليعبّر عن إزالة كيسة. أشيع سبب لاستئصال المثانة هو سرطان المثانة.
يمكن إجراء نوعين من استئصال المثانة. استئصال المثانة الجزئي (يُدعَى أيضًا استئصال المثانة القِطَعي)، ويتضمن استئصال جزء فقط من المثانة. يتضمن استئصال المثانة الجذري استئصال كامل المثانة مع العقد اللمفية المجاورة والأعضاء الأخرى القريبة التي تحتوي على السرطان.
يساعد تقييم النسيج الذي جرت إزالته خلال استئصال المثانة وتسليخ العقد اللمفية في تحديد المرحلة التشريحية المرضية للسرطان. يمكن أن يُستخدَم تحديد المرحلة هذا في تحديد خطة العمل والعلاج والمتابعة المطلوبة، وكذلك الإنذار المحتمل.
بعد إزالة المثانة، من المهم إجراء تحويل بولي من أجل السماح بطرح البول.

## الاستخدامات الطبية

### الخباثة
استئصال المثانة الجذري هو العلاج المُوصَى به لسرطان المثانة الذي قد غزا عضلة المثانة. قد يوُصَى باستئصال المثانة أيضًا لدى الأشخاص ذوي الخطر العالي لتطور السرطان أو في حال فشل السرطان في الاستجابة للعلاجات الأقل غزوًا.

## الأنواع
عند تحديد نوع استئصال المثانة الذي سيُجرى يجب أخذ عدة عوامل بعين الاعتبار. تشمل هذه العوامل: العمر، والحالة الصحية العامة، ووظيفة المثانة في البداية، ونوع السرطان، ومكان السرطان وحجمه، ومرحلة السرطان.

### استئصال المثانة الجزئي
يشمل استئصال المثانة الجزئي إزالة جزء فقط من المثانة، ويُجرَى في حال بعض الأوام الحميدة والخبيثة المتركزة في المثانة. تشمل قائمة الأشخاص المرشحين لاستئصال المثانة الجزئي: الأشخاص الذين لديهم أورام مفردة متركزة قرب القبة أو الجزء العلوي من المثانة، أو الأورام التي لا تغزو عضلات المثانة، أو الأورام المتركزة في الرتج (الردب) المثاني، أو السرطانة اللابدة. يمكن إجراء استئصال المثانة الجزئي أيضًا من أجل إزالة الأورام التي قد نشأت وامتدت من الأعضاء المجاورة مثل القولون.

### استئصال المثانة الكامل
يشيع إجراء استئصال المثانة الكامل في حال السرطان الذي قد غزا عضلة المثانة. في استئصال المثانة الكامل، تُزال المثانة مع العقد اللمفية المجاورة والأعضاء الأخرى التي تحتوي على السرطان. لدى الرجال، قد يشمل ذلك الحويصلان المنويان. لدى النساء، قد يشمل ذلك جزءًا من المهبل، والرحم، ونفيري فالوب، والمبيضين.

## التقنية

### المفتوح
في استئصال المثانة الجذري المفتوح، يُجرَى شق كبير في منتصف البطن يمتد من أعلى السرة أو بجوارها إلى الارتفاق العاني. توفر المعلومات التالية خطوات عامة للإجراء، ويمكن أن تحدث بترتيب يختلف حسب الجراح. يٌحدَّد موضع الحالبين، ويقطع اتصالهما بالمثانة. تُفصَل المثانة عن البنى المجاورة وتُزال. يمكن أيضًا إزالة الإحليل، الذي يصرف البول من المثانة، اعتمادًا على إصابته بالورم. لدى الرجال، قد تجري أو لا تجري إزالة البروستات أثناء هذا الإجراء. يُجرَى تسليخ العقدة اللمفاوية الحوضية. يُجرَى تحويل بولي بعد ذلك، ويعاد توصيل الأطراف الحرة للحالبين بالتحويل.

### الغازي بشكل طفيف
قد يكون استئصال المثانة الجذري الغازي بشكل طفيف، والمعروف باسم استئصال المثانة الجذري بمساعدة الروبوت خيارًا للأفراد اعتمادًا على عدة عوامل بما في ذلك على سبيل المثال لا الحصر: صحتهم العامة (مع اهتمام خاص بصحة رئتهم)، ومؤشر كتلة الجسم، وعدد العمليات الجراحية السابقة وأنواعها، إلى جانب مكان وحجم سرطان المثانة. في استئصال المثانة الجذري الغازي بشكل طفيف، تُجرَى العديد من الشقوق الصغيرة عبر البطن للسماح بوضع الأدوات الجراحية. تُوصَل هذه الأدوات بعد ذلك بروبوت جراحي يتحكم فيه الجراح. تُستخدَم وضعية الرأس لأسفل (وضعية ترندلينبورغ)، ويُنفَخ البطن بالغاز (النفخ) للسماح برؤية ومساحة عمل جراي أفضل. يٌنفَّذ ما تبقى من هذا الإجراء بطريقة مشابهة للإجراء المفتوح.

## مضادات الاستطباب
بشكل عام، لا يوجد مضادات استطباب نوعية لإجراء استئصال المثانة. ومع ذلك، لا ينبغي إجراء استئصال المثانة لدى الأشخاص غير الأصحاء بشكل كافٍ للخضوع لعملية جراحية كبرى. يشمل ذلك الأشخاص الذين لا يستطيعون تحمل التخدير العام، أو الذين يعانون من أمراض مرافقة شديدة أو غير مُدبَّرة بشكل كافٍ مثل الداء السكري أو أمراض القلب أو الرئة أو الكلى أو الكبد. يشمل ذلك أيضًا الأشخاص الذين يعانون من سوء تغذية شديد، أو الذين لديهم مشاكل في تخثر الدم، أو شذوذات مخبرية شديدة. يجب على الأشخاص المصابين بمرض فعال أو عدوى تأخير الجراحة حتى الشفاء منه.
إن الجراحة بمساعدة الروبوت أو الجراحة التنظيرية مضاد استطباب لدى الأشخاص المصابين بأمراض القلب والرئة الشديدة. أثناء هذه الطريقة الجراحية، يضع نفخ البطن ضغطًا إضافيًا على جدار الصدر مما يضعف وظائف الرئة والقدرة على تزويد الدم بالأكسجين.
إن استئصال المثانة الجزئي مضاد استطباب في أحد أشكال سرطان المثانة يسمى السرطانة اللابدة. تشمل مضادات الاستطباب الأخرى لاستئصال المثانة الجزئي: الضعف الشديد في سعة المثانة أو وجود السرطان بالقرب من مثلث المثانة، حيث يتصل الحالبين والإحليل بالمثانة.

## المخاطر والاختلاطات
قد يرتبط استئصال المثانة الجذري مع إجراء تحويل بولي بالعديد من المخاطر والاختلاطات بسبب حجم الجراحة وتعقيدها. كما هو الحال مع معظم العمليات الجراحية الكبرى، هناك خطر من التخدير، وكذلك خطر النزيف، والجلطات الدموية، والنوبات القلبية، والسكتة الدماغية، والالتهاب الرئوي أو غير ذلك من مشاكل التنفسية. هناك أيضًا خطر الإصابة بالعدوى التي تشمل المجاري البولية، والبطن، والجهاز الهضمي. بعد إغلاق الشقوق الجراحية، هناك خطر الإصابة بالعدوى في هذه المواقع.
تتشابه الاختلاطات بين تقنيتي استئصال المثانة المفتوح والغازي بشكل طفيف، وتتضمن ما يلي:

### الجهاز الهضمي
العلوص (التغلف المعوي)، حيث تتباطأ الحركة داخل الأمعاء، هو أكثر الاختلاطات شيوعًا بعد استئصال المثانة. يرجع ذلك إلى مجموعة متنوعة من العوامل بما في ذلك التلاعب بالأمعاء بسبب قربها من المثانة، أو التداخل الجراحي الفعلي على الأمعاء من أجل إجراء تحويل بولي، أو حتى بعض الأدوية مثل الناركوتيات. بالإضافة إلى تباطؤ الأمعاء الدقيقة، يمكن أيضًا أن تنسد الأمعاء الدقيقة. بعد إجراء تحويل بولي، يمكن أن تتسرب محتويات الأمعاء في الموقع الذي يعاد فيه توصيل الأمعاء.

### المسالك البولية
مع إجراء تحويل بولي، من الممكن أن ينسد الحالبان مما يمنع تصريف البول من الكليتين. إذا حدث هذا، قد تكون هناك حاجة لإجراء آخر يُدخَل فيه أنبوب فغر الكلية عن طريق الجلد من أجل السماح بتصريف البول من الجسم. يحدث انسداد الحالب بشكل شائع في الموقع الذي يعاد فيه توصيل الحالبين بالتحويل البول الذي أُجري. قد يوضع أنبوب صغير مجوف ومرن يسمى الدعامة داخل الحالب خلال الجراحة للمساعدة في شفاء موقع إعادة التوصيل. إن موقع إعادة التوصيل هذا معرض أيضًا لخطر تسرب البول داخل البطن.
إذا أجري استئصال مثانة جزئي، قد تحدث أذية في الحالب اعتمادًا على مكان الورم المستأصل. قد يتطلب ذلك إجراء إضافيًا لإصلاحه.

### إصابة العصب
بسبب موقع العملية، يمكن أن تحدث أذية للأعصاب الموجودة في الحوض أثناء إزالة المثانة أو العقد اللمفاوية. إن الأعصاب الموجودة في هذه المنطقة مسؤولة عن الحركة والإحساس بالساقين، وتشمل: العصب السدادي، والعصب الفخذي التناسلي، والعصب الفخذي.
قد تتطلب أي من هذه الاختلاطات عملية أخرى أو قبولًا جديدًا في المشفى.

## الشفاء

### الحمية
بعد الجراحة مباشرة، لا يُسمَح بالطعام أو الشراب بسبب تأثر الجهاز الهضمي بالجراحة. تترقى الحمية بعد ذلك ببطء إلى السوائل، ثم الأطعمة الصلبة، وذلك بحسب ما يتحمله الشخص. إذا حدثت اختلاطات في الجهاز الهضمي مثل الغثيان أو الإقياء أو انتفاخ البطن، قد يجري إيقاف الحمية أو إبطاء ترقيها اعتمادًا على شدته.

### السيطرة على الألم
عادة ما يتم استخدام مسكنات الألم عن طريق الوريد مثل الناركوتيات بعد الجراحة مباشرة. يمكن تحويل مسكنات الألم إلى شكل يؤخذ عن طريق الفم بمجرد تحمل الحمية الغذائية.

### النشاط
يُشجَّع النشاط المبكر بعد الجراحة. قد يكون الأفراد قادرين على المشي والجلوس على كرسي في وقت مبكر من نفس يوم الجراحة. عادةً ما يكون الأفراد قادرين على التجول في غرفهم أو جناح المستشفى خلال يوم أو يومين بعد الجراحة. قد يحتاج بعض الأفراد إلى مساعدة إضافية أو علاجًا طبيعيًا في المشفى أو بمجرد خروجهم من المنزل.

### منع الجلطات الدموية الوريدية
تُجرَى مقاربات لمنع الانصمام الخثاري الوريدي قبل الجراحة وبعدها. يشيع استخدام أجهزة الضغط الموضوعة حول الساقين أو الأدوية مثل الهيبارين أو الهيبارين منخفض الوزن الجزيئي. قد تستمر الوقاية من الجلطات الدموية الوريدية بالهيبارين منخفض الوزن الجزيئي حتى بعد الخروج من المشفى في حال الحاجة لذلك.

### متابعة الجراحة
إذا أُجري استئصال المثانة المفتوح، عادة ما تُزال المشابك التي تغلق الشق بعد 5 إلى 10 أيام من الجراحة. عادة ما يُحدَّد موعد المتابعة اللاحقة مع الجراح بعد 4 إلى 6 أسابيع من الجراحة، وقد تتضمن دراسات مخبرية أو تصويرًا شعاعيًا من أجل تقييم التعافي، إلى جانب المزيد من الرعاية والمتابعة.